# Karolj Kopas
Karolj Kopas (ur. 21 lipca 1958) – jugosłowiański zapaśnik walczący w stylu klasycznym. Olimpijczyk z Los Angeles 1984, gdzie odpadł w eliminacjach w kategorii do 90 kg.
Siódmy na mistrzostwach świata w 1983. Piąty na mistrzostwach Europy w 1980. Złoty medalista igrzysk śródziemnomorskich w 1983 roku.